# Майлс Амін
Майлс Назем Амін (англ. Myles Nazem Amine; нар. 14 грудня 1996, Дірборн, Мічиган) — американський та сан-маринський борець вільного стилю, чемпіон, срібний та бронзовий призер чемпіонатів Європи, бронзовий призер чемпіонату світу, чемпіон Середземноморських ігор, бронзовий призер Європейських ігор, бронзовий призер Олімпійських ігор.

## Життєпис
Народився у США і виступав за кадетську збірну цієї країни, у складі якої у 2013 році став срібним призером Панамериканського чемпіонату серед кадетів. Дід його матері приїхав до США з Сан-Марино на початку 1900-х років. З 2019 року з братом Маліком виступає під прапором Сан-Марино. Того ж року дебютував на чемпіонаті світу, де посів п'яте місце, що дозволило йому отримати ліцензію на участь в літніх Олімпійських іграх 2020 року в Токіо. Також вдало виступив на Європейських іграх, де отримав бронзову медаль. У 2020 та 2021 роках здобув для Сан-Марино срібну та бронзову нагороди чемпіонатів Європи, що стали для цієї країни перщими в історії медалями з боротьби на континентальній першості.
На токійській Олімпіаді у першому поєдинку переміг Карлоса Ізкіердо з Колумбії (12:2), у другому з таким же рахунком поступився Девіду Тейлору зі США, однак через те, що американець вийшов до фіналу, отримав право поборотися за бронзову нагороду. У втішній сутичці здобув перемогу над Алі Шабановим з Білорусі (2:0), а у поєдинку за бронзову медаль переміг Діпака Пунію з Індії (4:2).
Мешкає в Анн-Арборі. Виступає за борцівський клуб Університету Мічигану. Його батько Майк, дядько Сем, брат Малік і двоюрідний брат Джордан Аміни змагалися в боротьбі за університет Мічигану. тренується під керівництвом Сергія Бєлоглазова.
Закінчив Університет Мічигану за фахом ділове адміністрування.

## Спортивні результати на міжнародних змаганнях

### Виступи на Олімпіадах
| Змагання                    | Збірна     | Вагова категорія          | Місце  |
| --------------------------- | ---------- | ------------------------- | ------ |
| Літні Олімпійські ігри 2020 | Сан-Марино | вільна боротьба, до 86 кг | Бронза |
| Літні Олімпійські ігри 2024 | Сан-Марино | вільна боротьба, до 86 кг | 5      |

### Виступи на Чемпіонатах світу
| Змагання                        | Збірна     | Вагова категорія          | Місце  |
| ------------------------------- | ---------- | ------------------------- | ------ |
| Чемпіонат світу з боротьби 2019 | Сан-Марино | вільна боротьба, до 86 кг | 5      |
| Чемпіонат світу з боротьби 2022 | Сан-Марино | вільна боротьба, до 86 кг | 8      |
| Чемпіонат світу з боротьби 2023 | Сан-Марино | вільна боротьба, до 86 кг | Бронза |

### Виступи на Чемпіонатах Європи
| Змагання                         | Збірна     | Вагова категорія          | Місце  |
| -------------------------------- | ---------- | ------------------------- | ------ |
| Чемпіонат Європи з боротьби 2019 | Сан-Марино | вільна боротьба, до 86 кг | 9      |
| Чемпіонат Європи з боротьби 2020 | Сан-Марино | вільна боротьба, до 86 кг | Срібло |
| Чемпіонат Європи з боротьби 2021 | Сан-Марино | вільна боротьба, до 86 кг | Бронза |
| Чемпіонат Європи з боротьби 2022 | Сан-Марино | вільна боротьба, до 86 кг | Золото |
| Чемпіонат Європи з боротьби 2023 | Сан-Марино | вільна боротьба, до 86 кг | Срібло |
| Чемпіонат Європи з боротьби 2024 | Сан-Марино | вільна боротьба, до 86 кг | Срібло |

### Виступи на Європейських іграх
| Змагання              | Збірна     | Вагова категорія          | Місце  |
| --------------------- | ---------- | ------------------------- | ------ |
| Європейські ігри 2019 | Сан-Марино | вільна боротьба, до 86 кг | Бронза |

### Виступи на Середземноморських іграх
| Змагання                    | Збірна     | Вагова категорія          | Місце  |
| --------------------------- | ---------- | ------------------------- | ------ |
| Середземноморські ігри 2022 | Сан-Марино | вільна боротьба, до 86 кг | Золото |

### Виступи на інших змаганнях
| Змагання                                    | Збірна     | Вагова категорія          | Місце  |
| ------------------------------------------- | ---------- | ------------------------- | ------ |
| Меморіал Маттео Пелліконе 2020              | Сан-Марино | вільна боротьба, до 86 кг | 8      |
| Меморіал Вацлава Циолковського 2021         | Сан-Марино | вільна боротьба, до 86 кг | Бронза |
| Міжнародний меморіал Білла Фаррелла 2022    | Сан-Марино | вільна боротьба, до 86 кг | Бронза |
| Відкритий чемпіонат Загреба з боротьби 2023 | Сан-Марино | вільна боротьба, до 86 кг | 5      |
| Меморіал Імре Поляка та Яноша Варги 2023    | Сан-Марино | вільна боротьба, до 86 кг | Золото |
| Меморіал Імре Поляка та Яноша Варги 2024    | Сан-Марино | вільна боротьба, до 86 кг | 11     |

### Виступи на змаганнях молодших вікових груп
| Змагання                                                 | Збірна | Вагова категорія                 | Місце  |
| -------------------------------------------------------- | ------ | -------------------------------- | ------ |
| Панамериканський чемпіонат з боротьби серед кадетів 2013 | США    | греко-римська боротьба, до 63 кг | Срібло |